# 10e cérémonie des Austin Film Critics Association Awards
La 10e cérémonie des Austin Film Critics Association Awards (AFCA Awards), décernés par l'Austin Film Critics Association, a eu lieu le 17 décembre 2014, et a récompensé les films réalisés dans l'année.

## Palmarès
- Meilleur film :
  - Boyhood

- Meilleur réalisateur :
  - Richard Linklater pour Boyhood

- Meilleur acteur :
  - Jake Gyllenhaal dans Nightcrawler

- Meilleure actrice :
  - Rosamund Pike dans Gone Girl

- Meilleur acteur dans un second rôle :
  - J.K. Simmons dans Whiplash

- Meilleure actrice dans un second rôle :
  - Patricia Arquette dans Boyhood

- Révélation de l'année :
  - Jennifer Kent dans The Babadook

- Meilleur premier film :
  - Dan Gilroy – Nightcrawler

- Meilleur scénario original :
  - Dan Gilroy – Nightcrawler

- Meilleur scénario adapté :
  - Gillian Flynn – Gone Girl

- Meilleure photographie :
  - Birdman – Emmanuel Lubezki

- Meilleure musique de film :
  - Birdman – Antonio Sánchez

- Meilleur film en langue étrangère :
  - Snow Therapy (France et Suède)

- Meilleur film d'animation :
  - La Grande Aventure Lego (The Lego Movie)

- Meilleur film documentaire :
  - Citizenfour

- Austin Film Award :
  - Boyhood

- Special Honorary Award :
  - Gary Poulter